# Pali Gap
Pali Gap – instrumentalny utwór autorstwa Jimiego Hendriksa, który nagrał 1 lipca 1970 roku w Electric Lady Studios. Został zmiksowany 12 maja 1971 roku, po śmierci artysty, przez Eddiego Kramera i Johna Jansena. Po raz pierwszy ukazał się na płycie Rainbow Bridge (1971).
Utwór „Pali Gap” został częścią ścieżki dźwiękowej filmu Rainbow Bridge. Kompozycja wydana została też na albumach Voodoo Soup (1995) i South Saturn Delta (1997).

## Twórcy
- Jimi Hendrix – gitara
- Mitch Mitchell – perkusja
- Billy Cox – gitara basowa
- Juma Sultan – instrumenty perkusyjne